# Xuxcab (Kaua)
Xuxcab es una localidad del municipio de Kaua en el estado de Yucatán, México.

## Toponimia
El nombre (Xuxcab) proviene del idioma maya.

## Demografía
Según el censo de 2005 realizado por el INEGI, la población de la localidad era de 0 habitantes.
| 9                           | 12 | 2 | 10 | 13 | 8 | ? | 0 | 0 |
| (Fuente: INEGI [Consultar]) |    |   |    |    |   |   |   |   |